# Ducula neglecta
Il piccione imperiale di Seram (Ducula neglecta Schelegel, 1866) è un uccello della famiglia dei Columbidi diffuso nell'isola di Seram.